# Le Magicien d'Oz (jeu de rôle)
Pour les articles homonymes, voir Le Magicien d'Oz (homonymie).
Le Magicien d'Oz est un jeu de rôle pour enfants (à partir de 6 ans) créé par Julien Blondel à partir de la bande dessinée de Chauvel et Fernández. Il a été publié par Neko Corp. (Le 7ème Cercle) dans la collection Aventures merveilleuses.

## Système de jeu
Le système de jeu est commun aux jeux de la collection Aventures merveilleuses.

## Présentation de l'ouvrage
Le livret débute par une présentation des jeux de rôle, appelés ici des « aventures merveilleuses », avec un exemple de partie (pages 2 à 7). Puis viennent les règles (p. 8-19), qui incluent la description de quatre personnages « prétirés » ; ce sont les personnages principaux de l'histoire (Dorothy, l'épouvantail, le lion et le bûcheron en fer blanc). La troisième partie est consacrée au conteur (le meneur de jeu) : son rôle et des conseils (p. 20-23), et l'aventure à faire jouer (le « scénario », p. 24-41). Le livret se conclut par des suggestions pour prolonger l'aventure (p. 42-43), les règles de création de nouveaux personnages (p. 44-46), un cinquième personnage, Jack Lanterne (p. 47), et une feuille de personnage vierge (p. 48).

## Structure de l'aventure
L'aventure présentée propose de revivre les différentes scènes de la bande dessinée. Il n'y a donc a priori pas de réinvention de l'aventure, les scènes restent imposées ; c'est donc un jeu de rôle dans le sens « interprétation d'un rôle » (roleplay), mais sans la dimension « narrativiste » (création d'une histoire inédite).
Cette structure est justifiée par le public visé (jeunes enfants).

## Ouvrages parus
- Julien Blondel (ill. Enrique Fernández), Le Magicien d'Oz : Vous connaissez l'histoire ? Changez-là !, Anglet/Paris, Neko Corp./Le 7e Cercle, mars 2006, 48 p. (ISBN 2-914892-31-4)